# Йохан I фон Рандек
Йохан I фон Рандек (на немски: Johann I. von Randeck, Ritter; * пр. 1268; † сл. 1298) от швабския благороднически род фон Рандек, е рицар, господар на замък Рандек в Рейнланд-Пфалц.

## Произход
Той е вторият син на Готфрид I фон Рандек († сл. 1260) и съпругата му де Валтекин (de Walthecce), дъщеря на Рудолфус де Валтекин/Валдек († сл. 1224). Внук е на Хайнрих I фон Рандек († 1219/1224) и Лутрада († сл. 1207). Брат е на Хайнрих II фон Рандек († сл. 1275), Готфрид II фон Рандек († 1292) и на сестра, омъжена за Вилхелм Лето фон Алцай.

## Фамилия
Йохан I фон Рандек се жени за Беатрикс фон Еренберг (* пр. 1269; † сл. 1280), сестра на Герхард фон Еренберг († 1363), епископ на Шпайер (1336 – 1363). Те имат шест сина:
- Готрид III фон Рандек († пр. 1297), баща на
  - Йохан фон Рандек наричан фон Виценщайн (* пр. 1327; † 1340), женен за Маргарета Шлихес фон Бокенхайм († сл. 1351), има син и дъщеря без наследници
- Еберхард II фон Рандек (* пр. 1304; † 19 август 1326), женен за Ида фон Нак-Шварценберг (* пр. 1323; † сл. 1336), има осем деца
- Георг I фон Рандек (* пр. 1311; † 1319), женен за Бертрада фон Щайн-Каленфелс (* пр. 1316; † сл. 1346), няма деца
- Йохан фон Рандек (* пр. 1327; † сл. 1338), неженен
- Йохан фон Рандек († 2 април 1342), неженен
- Вилхелм фон Рандек (* пр. 1305; † сл. 1327), неженен